# Chemin de fer de Guerlédan

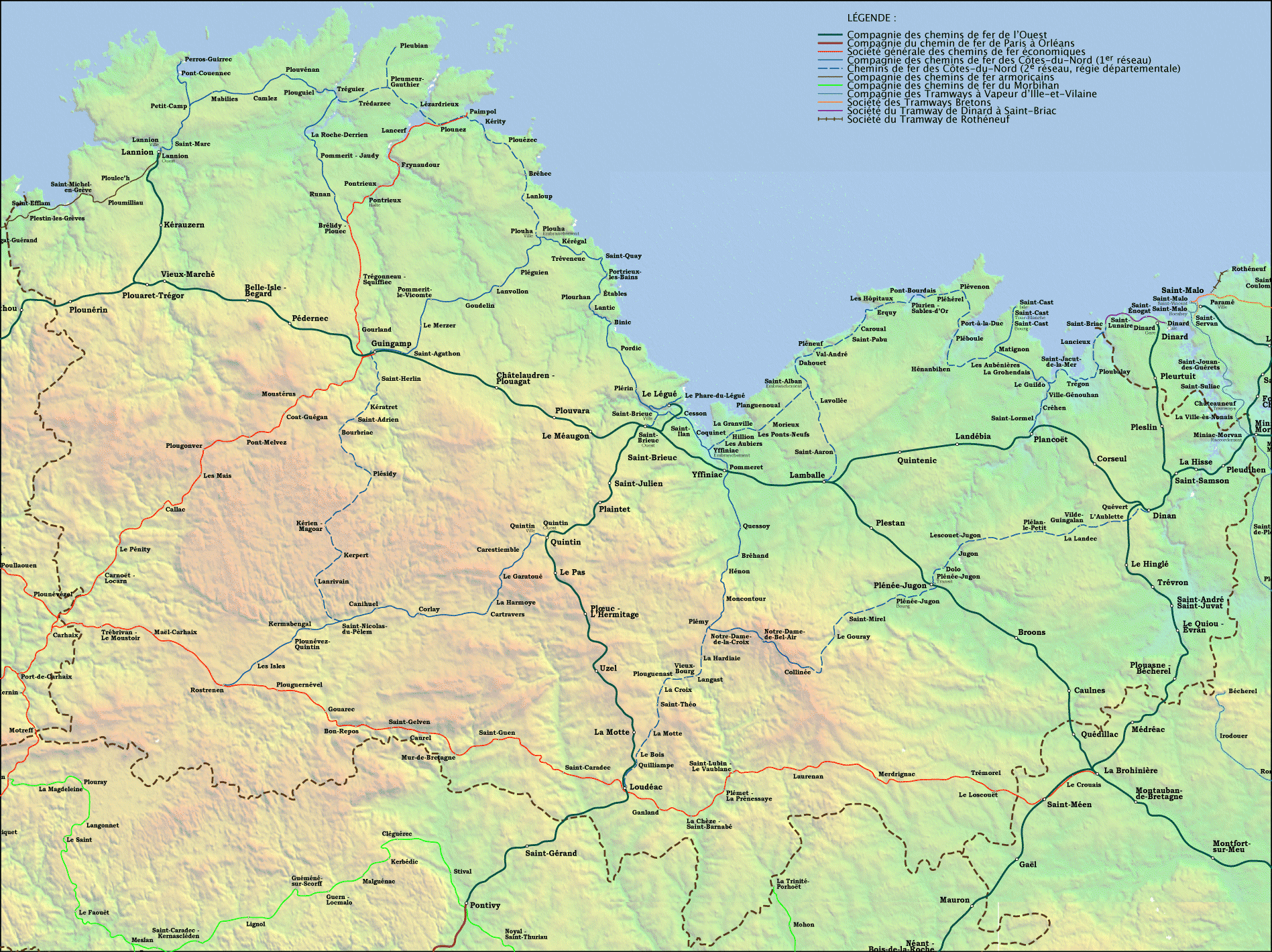
Plan du réseau ferroviaire costarmoricain à son apogée

Le chemin de fer de Guerlédan a fonctionné entre Mûr-de-Bretagne et Caurel dans le département des Côtes-d'Armor entre 1978 et 1979. Il reprenait l'infrastructure de la ligne de Carhaix à Loudéac du Réseau breton. La voie était construite à l'écartement de 12 pouces 1/4 soit 31 cm.
La concession d'un chemin de fer touristique est attribuée à Monsieur de Vries Ellerton sujet britannique. Ce dernier prend en charge les travaux de construction de la ligne et apporte du matériel roulant venant d'Angleterre. Après deux saisons, l'exploitation est arrêtée et le matériel roulant est ramené en Angleterre. 

## La ligne
- Mûr-de-Bretagne -  Caurel ( Ker-Joly) : (5 km) ouverture le 2 juillet 1978, fermeture le 2 septembre 1979[1].

Le dépôt et les ateliers étaient situés à Mûr-de-Bretagne.

## Matériel roulant
Locomotives
- type 020+tender, livrée en 1978 par Milner Engineering (reproduction d'une locomotive du chemin de fer  Darjeeling Himalaya)
- Deuxième locomotive à vapeur (verte) de type inconnu.
- Autobus sur rail "Galloping goose" avec un avant d'autobus scolaire américain et une caisse de wagon de marchandises.

Voitures à voyageurs 
- voitures fermées: 10 unités
- voitures ouvertes (baladeuses): 4 unités